# 文化路街道 (枣庄市)
文化路街道，是中国山东省枣庄市市中区下辖的一个街道。

## 行政区划
文化路街道下辖南龙头居委会、北龙头居委会、市府里居委会、龙凤社区、立新社区、孔庄社区、市委社区、振华社区、振兴社区、青檀社区、龙头社区、光明北社区。